# Mutatá (ort i Colombia)
Mutatá är en ort i Colombia.   Den ligger i departementet Antioquía, i den nordvästra delen av landet, 400 km nordväst om huvudstaden Bogotá. Mutatá ligger 132 meter över havet och antalet invånare är 4 811.
Terrängen runt Mutatá är varierad. Runt Mutatá är det glesbefolkat, med 15 invånare per kvadratkilometer. I omgivningarna runt Mutatá växer i huvudsak städsegrön lövskog.